# Mirna Ortíz
Mirna Sucely Ortiz Flores (* 28. Februar 1987 in Guatemala-Stadt) ist eine guatemaltekische Geherin.

## Sportliche Laufbahn
Mirna Ortiz hat insgesamt neun Geschwister und bestritt im Jahr 2000 ihre ersten Wettkämpfe im Gehen. 2009 folgten ihre ersten internationalen Wettkämpfe im Gehen. Im Juni belegte sie in der Heimat den fünften Platz über 10.000 Meter bei den Zentralamerikameisterschaften. 2010 gewann sie über die 20-km-Distanz in 1:44:33 h ihren ersten nationalen Meistertitel. 2011 steigerte sie im Laufe der Saison ihre Bestzeit auf 1:32:30 h. Im Oktober trat sie bei den Panamerikanischen Spielen in Mexiko an und konnte über 20 km die Silbermedaille gewinnen. 2012 stellte sie in der Schweiz mit 1:28:54 h eine neue Bestzeit auf und qualifizierte sich damit für ihre erste Teilnahme an den Olympischen Sommerspielen. Im August ging sie in London bei den Spielen an den Start, wurde allerdings im Laufe des Wettkampfes disqualifiziert. 2013 verbesserte sie Anfang April in Portugal nochmals ihre Bestzeit über 20 km bis auf 1:28:32 h, die zugleich nationaler Rekord Guatemalas bei den Frauen sind. Damit war sie auch für die Weltmeisterschaften in Moskau qualifiziert, bei denen sie allerdings, wie schon bei den Spielen 2012, disqualifiziert wurde.
2014 trat Ortiz im November bei den Zentralamerika- und Karibikspielen in Mexiko an. Dort konnte sie sich gegen die Konkurrenz durchsetzen und die Goldmedaille gewinnen. 2015 nahm sie jeweils zum zweiten Mal an den Panamerikanischen Spielen und an den Weltmeisterschaften teil. Während sie bei den Panamerikanischen Spielen in Toronto disqualifiziert wurde, landete sie bei den Weltmeisterschaften in Peking nach 1:31:32 h auf dem 12. Platz über 20 km. 2016 gelang ihr zum zweiten Mal die Qualifikation für die Olympischen Sommerspiele. Nachdem sie in London noch disqualifiziert wurde, erreichte sie diesmal in Rio de Janeiro das Ziel. Allerdings lkam sie mit ihrer schwächsten Saisonleistung in 1:35:11 h nicht über Platz 30 hinaus. 2017 qualifizierte sich Ortiz zum dritten Mal für die Weltmeisterschaften. In London erzielte sie im August mit dem elften Platz ihr bestes Resultat bei Leichtathletik-Weltmeisterschaften. Im Dezember siegte sie bei den Zentralamerikaspielen in Nicaragua. 2018 gewann Ortiz die Silbermedaille bei den Nordamerikameisterschaften in Kanada.
Während der Saison 2019 bestritt Ortiz ihre ersten Wettkämpfe über die 50-km-Distanz. Im Februar stellte sie bei ihrem Sieg bei den Zentralamerikanischen Meisterschaften im Gehen mit 4:13:56 h einen Nordamerikanischen Rekord über diese Distanz auf. Im August trat sie bei ihrer dritten Teilnahme an den Panamerikanischen Spielen über diese Distanz an und konnte nach 2011 eine weitere Silbermedaille gewinnen. Ende September trat sie wieder über 20 km bei den Weltmeisterschaften in Doha an und belegte, wie 2015, den zwölften Platz. 2021 qualifizierte sie sich für ihre dritte Teilnahme an den Olympischen Sommerspielen. Während der Eröffnungsfeier im Olympiastadion in Tokio war sie eine der Fahnenträger ihres zentralamerikanischen Heimatlandes. Ihren Wettkampf über 20 km beendete sie nach 1:40:23 h auf dem 44. Platz. 2022 trat sie über die erstmals bei einer WM ausgetragene 35-km-Distanz bei den Weltmeisterschaften in den USA an. Sie blieb knapp hinter ihrer Bestzeit aus dem Mai zurück und landete im Ziel auf dem 15. Platz.

## Wichtige Wettbewerbe
| Jahr                  | Veranstaltung                     | Ort                   | Platz                 | Disziplin             | Zeit                  |
| Startet für Guatemala | Startet für Guatemala             | Startet für Guatemala | Startet für Guatemala | Startet für Guatemala | Startet für Guatemala |
| --------------------- | --------------------------------- | --------------------- | --------------------- | --------------------- | --------------------- |
| 2009                  | U20-Zentralamerikameisterschaften | Guatemala-Stadt       | 5.                    | 10.000 m Bahngehen    | 51:52,89 min          |
| 2011                  | Panamerikanische Spiele           | Guadalajara           | 2.                    | 20 km Gehen           | 1:33:37 h             |
| 2012                  | Olympische Sommerspiele           | London                |                       | 20 km Gehen           | DSQ                   |
| 2013                  | Weltmeisterschaften               | Moskau                |                       | 20 km Gehen           | DSQ                   |
| 2014                  | Zentralamerika- und Karibikspiele | Veracruz              | 1.                    | 20 km Gehen           | 1:35:43 h             |
| 2015                  | Panamerikanische Spiele           | Toronto               |                       | 20 km Gehen           | DSQ                   |
| 2015                  | Weltmeisterschaften               | Peking                | 12.                   | 20 km Gehen           | 1:31:32 h             |
| 2016                  | Olympische Sommerspiele           | Rio de Janeiro        | 30                    | 20 km Gehen           | 1:35:11 h             |
| 2017                  | Weltmeisterschaften               | London                | 11.                   | 20 km Gehen           | 1:30:01 h             |
| 2017                  | Zentralamerikaspiele              | Managua               | 1.                    | 20 km Gehen           | 1:35:14               |
| 2018                  | Nordamerikameisterschaften        | Toronto               | 2.                    | 20 km Gehen           | 1:38:36 h             |
| 2019                  | Panamerikanische Spiele           | Lima                  | 2.                    | 50 km Gehen           | 4:15:21 h             |
| 2019                  | Weltmeisterschaften               | Doha                  | 12.                   | 20 km Gehen           | 1:37:32 h             |
| 2021                  | Olympische Sommerspiele           | Tokio                 | 44.                   | 20 km Gehen           | 1:40:23 h             |
| 2022                  | Weltmeisterschaften               | Eugene                | 15.                   | 35-km-Gehen           | 2:54:00 h             |

## Persönliche Bestleistungen
- 5 km Gehen: 22:35 min, 18. November 2017, Toledo
- 10.000-m-Bahngehen: 44:04,90 min, 7. März 2015, Guatemala-Stadt, (guatemaltekischer Rekord)
- 20 km Gehen: 1:28:32 h, 6. April 2013, Rio Maior, (guatemaltekischer Rekord)
- 35 km Gehen: 2:52:07 h, 8. Mai 2022, San Jerónimo, (guatemaltekischer Rekord)
- 50 km Gehen: 4:13:56 h, 24. Februar 2019, Guatemala-Stadt, (Nordamerikarekord)

## Persönliches
Nach den Weltmeisterschaften 2013 in Moskau heiratete Ortiz den guatemaltekischen Geher Erick Barrondo, den Silbermedaillengewinner der Olympischen Sommerspiele 2012, den sie drei Jahre zuvor während des Trainings kennenlernte. Sie ist Mutter von zwei Söhnen.